# Doctor Strange

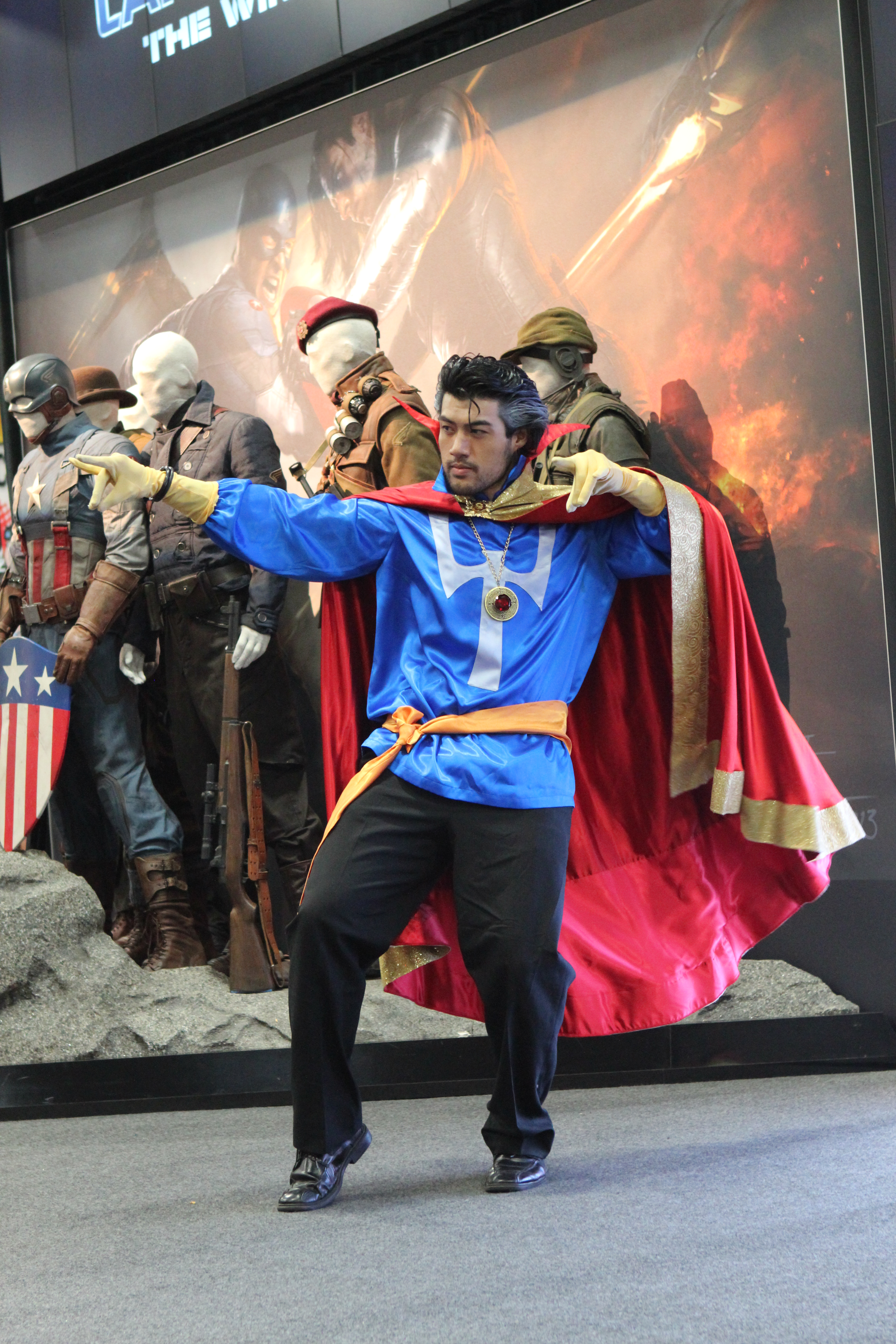
Cosplayer inspirovaný komiksovou postavou Doctor Strange.

Doctor Strange je fiktivní postava komiksových příběhů vydávaných nakladatelstvím Marvel Comics. Poprvé se objevil v komiksovém sešitu Strange Tales #110 v červenci 1963. Je výtvorem tvůrčího dua, které tvořili Stan Lee a Steve Ditko. Postava je inspirována rozhlasovou hrou Chandu the Magician.

## Vydání
Postava se poprvé objevila v komiksovém sešitu Strange Tales #110 v červenci 1963, kde se dělila o prostor s postavou jménem Human Torch, a to do čísla 134 (rok 1965) a poté s příběhy Nicka Furyho (do čísla 168 (rok 1966)). Během 60. let postavu kreslili (mimo Ditka) Bill Everett (#147-152), Marie Severin (#153-160) a Dan Adkins (#161-168). Příběhy obsahovaly surrealistickou malbu a mystiku. Staly se oblíbenými zejména u vysokoškoláků.
V 70. letech byly jeho příběhy postupně vydávány v sešitech Marvel Feature (1971-72), Marvel Premiere (1972-74) a od června 1974 v jeho vlastním sešitu Doctor Strange: Master of the Mystic Arts, který čítal 81 čísel a byl vydáván až do roku 1987. Od dubna 1987 do října 1988 se vrátil do sešitu Strange Tales vol. 2.
V listopadu 1988 se vrátil ve vlastním sešitu Doctor Strange: Sorcerer Supreme, který čítal 90 čísel a byl vydáván do června 1996. V této sérii byli tvůrci Peter B. Gillis, Richard Case a Randy Emberlin. Také byly vydány čtyři knihy: Doctor Strange: Into Shamballa (1986); Doctor Strange & Doctor Doom: Triumph and Torment (1989); Spider-Man/Dr. Strange: The Way to Dusty Death (1992); a Dr. Strange: What is it that Disturbs You, Stephen? (1997). Poté následovalo několik limitovaných edicí jako Doctor Strange: The Flight of Bones #1-4 (1999), Witches #1-4 (2004), Strange (2004-2005) autorů J. Michael Straczynski a Samm Barnes, a Doctor Strange: The Oath #1-5 (2006-2007), kterou vytvořili Brian K. Vaughan a Marcos Martin.
Po roce 2000 se postava objevovala i v příbězích New Avengers a Civil War.
Od roku 2010 do ledna 2013 byl stálou součástí příběhů New Avengers. Poté byl součástí sérií Avengers a New Avengers.
Od října 2015 vycházela v rámci All-New, All-Different Marvel již čtvrtá série komiksu. Autory byli Jason Aaron a Chris Bacalo. V čísle 21 Aarona na pozici scenáristy vystřídal Dennis Hopeless, kresby se chopil Niko Henrichon. Duo u série vydrželo jen jeden story-arc, než se scénáře na dvě čísla ujal John Barber. Série skončila v říjnu 2017 číslem 26.
Od listopadu 2017 (po relaunchi Marvel Legacy) se série vrátila k číslování z první řady, Doctor Strange tedy vycházel s čísly 381 až 390, scénář psal Donny Cates a kresbu vytvářeli Gabriel Hernandez Walta a Niko Henrichon. Toto číslování skončilo v únoru 2018. V květnu 2018 došlo k dalšímu přečíslování sérií při relaunchi A Fresh Start. V jeho rámci začala být v červnu 2018 vydávána pátá série komiksu. Scénář psal Mark Waid a kreslířem byl Jesus Saiz. Následně byl v prosinci 2019 změněn název titulu na Dr. Strange. Scénář nadále psal Waid, role kreslíře se chopil Kev Walker. Série byla ale po šesti číslech zrušena. V září 2021 začala vycházet pětidílná minisérie Death of Doctor Strange, kterou psal Jed MacKay a ilustroval Lee Garbett.

## Fiktivní biografie postavy
Stephen Vincent Strange se narodil ve Philadelphii. Vystudoval medicínu a stal se brilantním neurochirurgem. Úspěch mu však stoupl do hlavy a stal se egoistou, kterého zajímal jen zisk z lékařské kariéry. Následně přežil vážnou dopravní nehodu, avšak rozdrcené ruce mu zabránily v pokračování ve své kariéře. Pohrdavě odmítl nabídky pracovat v poradním lékařském týmu či vyučovat a veškerý svůj majetek vynaložil v honbě za alternativními metodami léčby svého zranění. Úplně bez peněz a v depresích se vydal hledat poslední pomoc u tibetského mystika zvaného Prastarý (Ancient One). Ten mu však nejdříve odmítl pomoci kvůli jeho sobectví. Strange proto nejprve musel vykonat duševní očistnou cestu. Během své cesty odhalil spiknutí proti Prastarému, které zosnoval jeho žák Baron Mordo. Zcela nezištně ho pomohl potlačit a následně byl přijat do učení mystérií a magie.
Jako následovník a žák Prastarého rozpoznával svět magie a mystiky, spolu s existencí mnoha dimenzí. Postupně se vypracoval na nejmocnějšího mága na světě.
Jeho hlavními nepřáteli se staly zlé nadpřirozené bytosti jako Nightmare, Dormammu, Umar (60. léta), Shuma-Gorath (70. léta), Topaz a Rintrah (80. léta).
Často používá magické artefakty jako: plášť levitace (Cloak of Levitation), Agamottovo oko (Eye of Agamotto), knihu Vishanti (the Book of the Vishanti) a Agamattovu kouli (the Orb of Agamotto).
Žije v magické rezidenci Sanctum Sanctorum v New Yorku, kde bydlí i jeho sluha Wong a další mág Rintrah. V reálném roce 1973 v komiksu zemřel jeho mentor Prastarý a Doctor Strange ho nahradil, od té doby využívá přízvisko Nejvyšší mág.

## Česká vydání
- 2015 – Ultimátní komiksový komplet #47: Doctor Strange – Přísaha, (autoři: Brian K. Vaughan a Marcos Martin: Doctor Strange: The Oath #1–5, 2006–07).
- 2015 – Ultimátní komiksový komplet #87: Doctor Strange – Bezejmenná země, bezbřehý čas, (autoři: Stan Lee a Steve Ditko: Strange Tales #130–146, 1965–66).
- 2017 – Nejmocnější hrdinové Marvelu #026: Doctor Strange, (autoři: Roger Stern, Paul Smith a Bret Blevins: Doctor Strange Vol. 2 #68–74, 1984–85 + Stan Lee a Steve Ditko: Strange Tales Vol. 1 #110: Dr. Strange Master of Black Magic!, 1963).
- Doctor Strange (Vol. 4):
  - 2018 – Doctor Strange 1: Cesta podivných, (autoři: Jason Aaron, Chris Bachalo a Kevin Nowlan: Doctor Strange Vol. 4 #1-5, 2015–16)
  - 2018 – Doctor Strange 2: Poslední dny magie, (autoři: Jason Aaron, Chris Bachalo a Kevin Nowlan: Doctor Strange Vol. 4 #6–10 a Doctor Strange: Last Days of Magic #1, 2016)
  - 2019 – Doctor Strange 3: Krev v Éteru, (autoři: Jason Aaron, Chris Bachalo a Kevin Nowlan: Doctor Strange Vol. 4 #11–16, 2016–17)
  - 2019 – Doctor Strange 4: Mr. Misery, (autoři: Jason Aaron, Frazer Irving, Chris Bachalo a Kevin Nowlan: Doctor Strange Vol. 4 #17–20, 2017; a Kathryn Immonen a Leonardo Romero: Doctor Strange Annual #1, 2016)
  - 2020 – Doctor Strange 5: Tajná říše, (autoři: Dennis Hopeless, John Barber, Niko Henrichon, Juan Frigeri a Kevin Nowlan: Doctor Strange Vol. 4 #21–26, 2017)
  - 2020 – Doctor Strange 6: Bůh magie, (autoři: Donny Cates, Gabriel Hernandez Walta a Niko Henrichon: Doctor Strange Vol. 1 #381–385, 2017–18)
  - 2021 – Doctor Strange 7: Město hříchu, (autoři: Donny Cates, Niko Henrichon a Frazer Irving: Doctor Strange Vol. 1 #386–390, 2018)
  - 2021 – Doctor Strange: Zatracení, (autoři: Nick Spencer, Donny Cates, Szymon Kudranski a Rod Reis: Damnation #1–4, 2018)

- Doctor Strange (Vol. 5):
  - 2022 – Doctor Strange – Nejvyšší čaroděj 1: Napříč vesmírem, (autoři: Mark Waid a Jesús Saiz: Doctor Strange (Vol. 5) #1–5, 2018)
  - 2022 – Doctor Strange – Nejvyšší čaroděj 2: Úhrada, (autoři: Mark Waid, Daniel Acuña, Jackson Guice, Andres Guinaldo, Kevin Nowlan, Javier Pina, Jesús Saiz: Doctor Strange (Vol. 5) #6–11, 2018–19)
  - 2023 – Doctor Strange – Nejvyšší čaroděj 3: Herold, (autoři: Mark Waid a Barry Kitson: Doctor Strange (Vol. 5) #12–17, 2019)
  - 2023 – Doctor Strange – Nejvyšší čaroděj 4: Volba, (autoři: Mark Waid, Jesus Saiz a Javier Pina: Doctor Strange (Vol. 5) #18–20, Tini Howard, Pornsak Pichetshote, Lalit Kumar Sharma, Andy MacDonald: Doctor Strange (Vol. 5) Annual #1, 2019)

## Film a televize

### Film
- 2016 – Doctor Strange – režie Scott Derrickson, v hlavní roli Benedict Cumberbatch
- 2022 – Doctor Strange v mnohovesmíru šílenství – americký film, režie Sam Raimi, v hlavní roli Benedict Cumberbatch

### Televize
- 1978 – Dr. Strange – TV film, pilotní snímek k nerealizovanému seriálu, režie Philip DeGuere, v hlavní roli Peter Hooten

### Animované filmy a seriály
- 2007 – Doctor Strange: The Sorcerer Supreme – americký animovaný video film